# 威爾克斯伯勒 (北卡羅萊納州)
威爾克斯伯勒（英語：Wilkesboro）是一個位於美國北卡羅萊納州威爾克斯縣的城鎮。同時該地也是威爾克斯縣的縣治。

## 人口
根據2020年美國人口普查的數據，威爾克斯伯勒的面積為16.64平方千米，皆為陸地。當地共有人口3687人，而人口密度為每平方千米222人。